# My Life in the Bush of Ghosts
My Life in the Bush of Ghosts je společné studiové album Briana Eno a Davida Byrne. Album poprvé vyšlo v roce 1981 pod hlavičkou Sire Records, později vyšlo ještě několikrát (E.G. Records, EMI Records). V roce 2006 vyšla rozšířená reedice u Nonesuch Records.

## Seznam skladeb
| Pořadí | Název               | Délka |
| ------ | ------------------- | ----- |
| 1.     | America Is Waiting  | 3:36  |
| 2.     | Mea Culpa           | 3:35  |
| 3.     | Regiment            | 3:56  |
| 4.     | Help Me Somebody    | 4:18  |
| 5.     | The Jezebel Spirit  | 4:55  |
| 6.     | Qu'ran              | 3:46  |
| 7.     | Moonlight in Glory  | 4:19  |
| 8.     | The Carrier         | 3:30  |
| 9.     | A Secret Life       | 2:30  |
| 10.    | Come with Us        | 2:38  |
| 11.    | Mountain of Needles | 2:35  |

## Obsazení
- David Byrne – baskytara, bicí, perkuse, kytara, syntezátory, zpěv
- Brian Eno – baskytara, bicí, perkuse, kytara, syntezátory, zpěv, klávesy
- John Cooksey – bicí v „Help Me Somebody“ a „Qu'ran“
- Chris Frantz – bicí v „Regiment“
- Busta Cherry Jones – baskytara v „Regiment“
- Dennis Keeley – bodhrán v „Mea Culpa“
- Bill Laswell – baskytara v „America Is Waiting“
- Mingo Lewis – batá, Chapman Stick v „The Jezebel Spirit“ a „The Carrier“
- Prairie Prince – basový buben v „The Jezebel Spirit“ a „The Carrier“
- Jose Rossy – konga, gong v „Moonlight in Glory“
- Steve Scales – konga v „Help Me Somebody“
- David Van Tieghem – bicí, perkuse v „America Is Waiting“ a „Regiment“
- Tim Wright – basa v „America Is Waiting“